# Нік Прелец
Нік Прелец (словен. Nik Prelec, нар. 10 червня 2001, Марибор) — словенський футболіст, нападник клубу «Сампдорія».

## Клубна кар'єра
Вихованець клубу «Алюміній», з якого у 2017 році перейшов до академії італійської «Сампдорії».

## Виступи за збірні
Гравець юнацьких та молодіжних збірних Словенії. З молодіжною командою поїхав на домашній молодіжний чемпіонат Європи 2021 року в Угорщині та Словенії, де в матчі проти Чехії відзначився автоголом.